# Đại bàng
Đại bàng là một loài chim săn mồi cỡ lớn thuộc bộ Ưng, họ Accipitridae. Chúng sinh sống trên mọi nơi có núi cao và rừng nguyên sinh còn chưa bị con người chặt phá như bờ biển Úc, Indonesia, châu Phi... nhưng chủ yếu là Lục địa Á-Âu với khoảng 60 loài, còn lại 11 loài khác tìm thấy tại các lục địa còn lại bao gồm 2 loài ở Lục địa Bắc Mỹ, 9 loài ở Trung và Nam Mỹ và 3 loài ở Úc.

## Mô tả
Đại bàng có nhiều đặc điểm nhận dạng khác nhau giữa các loài đại bàng với nhau nhưng nổi bật là màu lông và kích thước từng loài. Loài đại bàng lớn nhất có chiều dài cơ thể hơn 1 m và nặng 7 kg. Loài bé nhất chỉ dài có 0,4 m và nặng khoảng hơn 0,5 kg. Chim mái thường lớn hơn chim trống và nặng hơn chim trống khoảng 25%.
Theo một số tài liệu chưa được chứng minh thì đại bàng có sải cánh hơn 3 m và nặng tới 30 kg. Thực tế thì đại bàng nhỏ hơn thế. Sải cánh của chúng chỉ dài từ 1,5 m cho đến 2 m.
Đại bàng thường làm tổ trên núi hoặc cây cao. Tổ của chúng rất lớn và mỗi năm chúng lại tha về tổ nhiều cành cây mới để làm cho tổ kiên cố hơn trước. Tổ là nơi chim cái đẻ trứng. Mỗi kì sinh nở thì chim cái sinh 2 trứng. Do chim bố mẹ chỉ có khả năng nuôi một chim non nên thường sẽ có cuộc quyết đấu giữa hai chim con. Con nào thắng sẽ được nuôi cho đến khi trưởng thành.
Dưới đây là danh sách 5 loài đại bàng còn tồn tại đứng đầu về: khối lượng, chiều dài và sải cánh bình quân được liệt kê và báo cáo theo hướng dẫn của tổ chức các loài chim ăn thịt thế giới (Raptors of the World) và được xác nhận.
| STT | Tên thường            | Tên khoa học          | Khối lượng trung bình |
| --- | --------------------- | --------------------- | --------------------- |
| 1   | Đại bàng biển Steller | Haliaeetus pelagicus  | 6,7 kg (15 lb)        |
| 2   | Đại bàng Philippine   | Pithecophaga jefferyi | 6,35 kg (14,0 lb)     |
| 3   | Đại bàng Harpy        | Harpia harpyja        | 5,95 kg (13,1 lb)     |
| 4   | Đại bàng đuôi trắng   | Haliaeetus albicilla  | 4,8 kg (11 lb)        |
| 5   | Đại bàng Martial      | Polemaetus bellicosus | 4,6 kg (10 lb)        |

| STT | Tên thường             | Tên khoa học            | Chiều dài            |
| --- | ---------------------- | ----------------------- | -------------------- |
| 1   | Đại bàng Philippine    | Pithecophaga jefferyi   | 100 cm (3 ft 3 in)   |
| 2   | Đại bàng Harpy         | Harpia harpyja          | 95,5 cm (3 ft 2 in)  |
| 3   | Đại bàng đuôi nhọn     | Aquila audax            | 95,5 cm (3 ft 2 in)  |
| 4   | Đại bàng biển Steller  | Haliaeetus pelagicus    | 95 cm (3 ft 1 in)    |
| 5   | Đại bàng rừng châu Phi | Stephanoaetus coronatus | 87,5 cm (2 ft 10 in) |

| STT | Tên thường            | Tên khoa học          | Sải cánh             |
| --- | --------------------- | --------------------- | -------------------- |
| 1   | Đại bàng đuôi trắng   | Haliaeetus albicilla  | 218,5 cm (7 ft 2 in) |
| 2   | Đại bàng biển Steller | Haliaeetus pelagicus  | 212,5 cm (7 ft 0 in) |
| 3   | Đại bàng đuôi nhọn    | Aquila audax          | 210 cm (6 ft 11 in)  |
| 4   | Đại bàng vàng         | Aquila chrysaetos     | 207 cm (6 ft 9 in)   |
| 5   | Đại bàng Martial      | Polemaetus bellicosus | 206,5 cm (6 ft 9 in) |

## Phân loại
Theo những nghiên cứu, đại bàng được phân loại như sau:
Gia đình Accipitridae
- Phân họ Buteoninae
  - Chi Geranoaetus
    - Đại bàng ó ngực đen

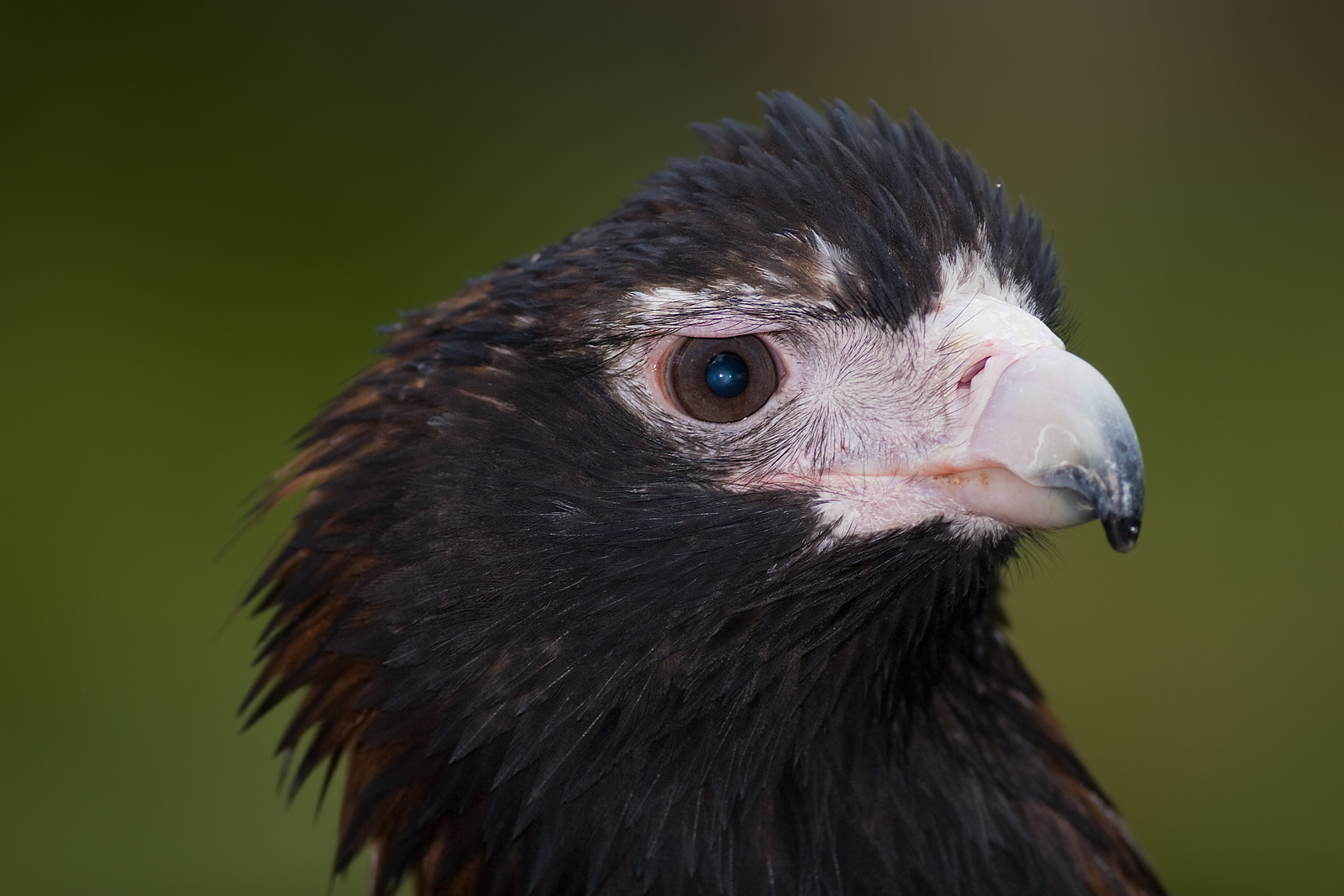
Một con đại bàng Austrailia

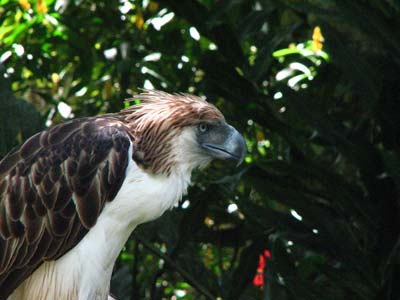
Một con đại bàng Philippine

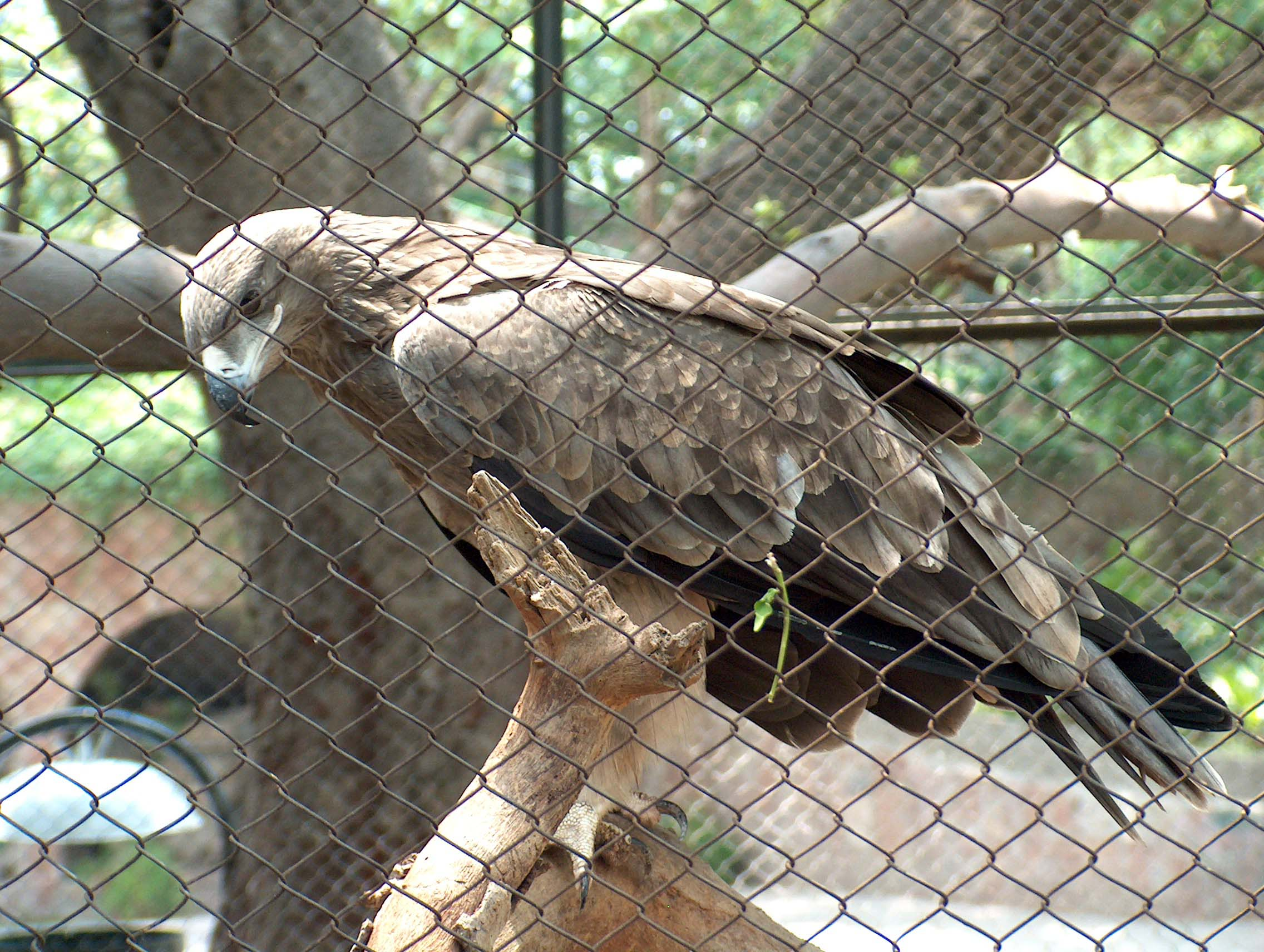
Một con đại bàng Steppe

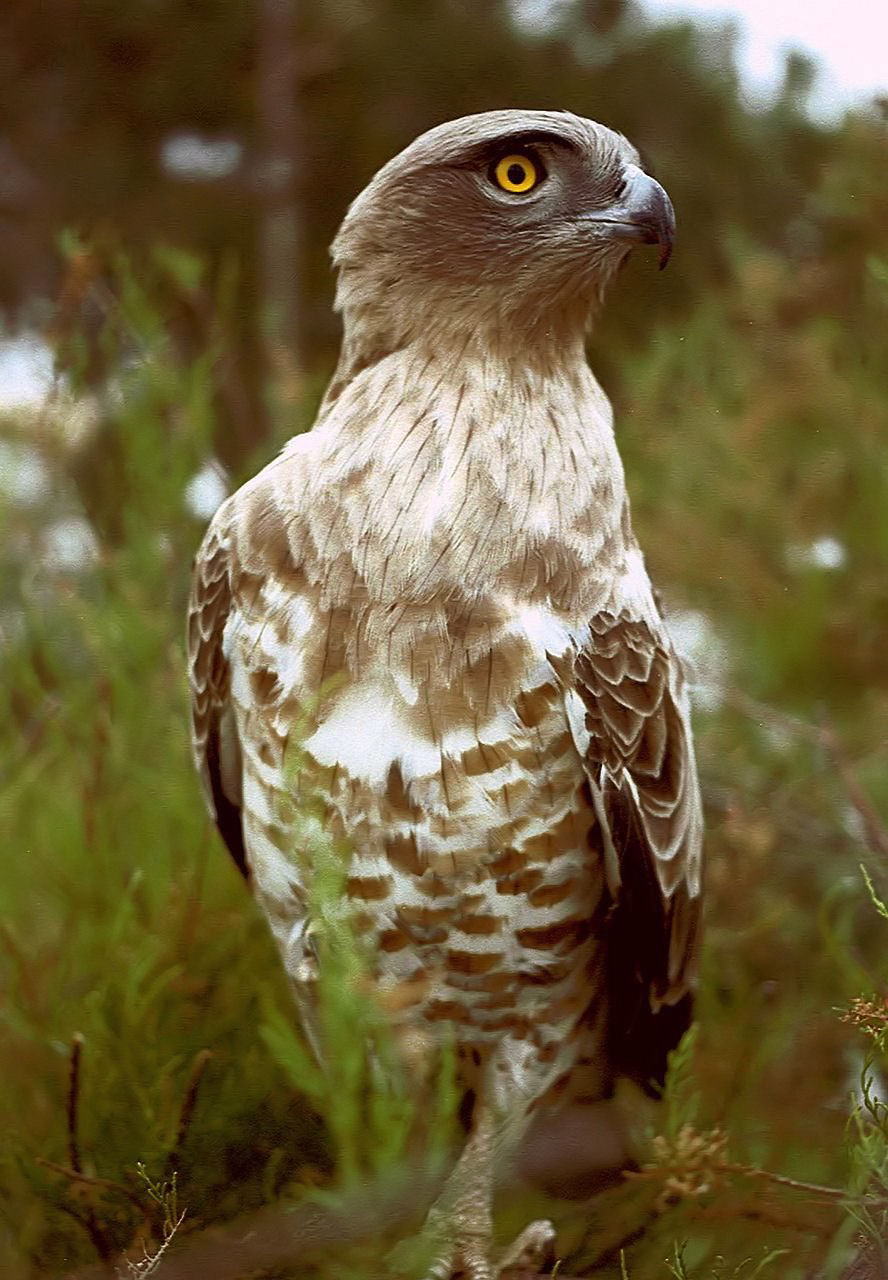
Một con đại bàng Short-toed

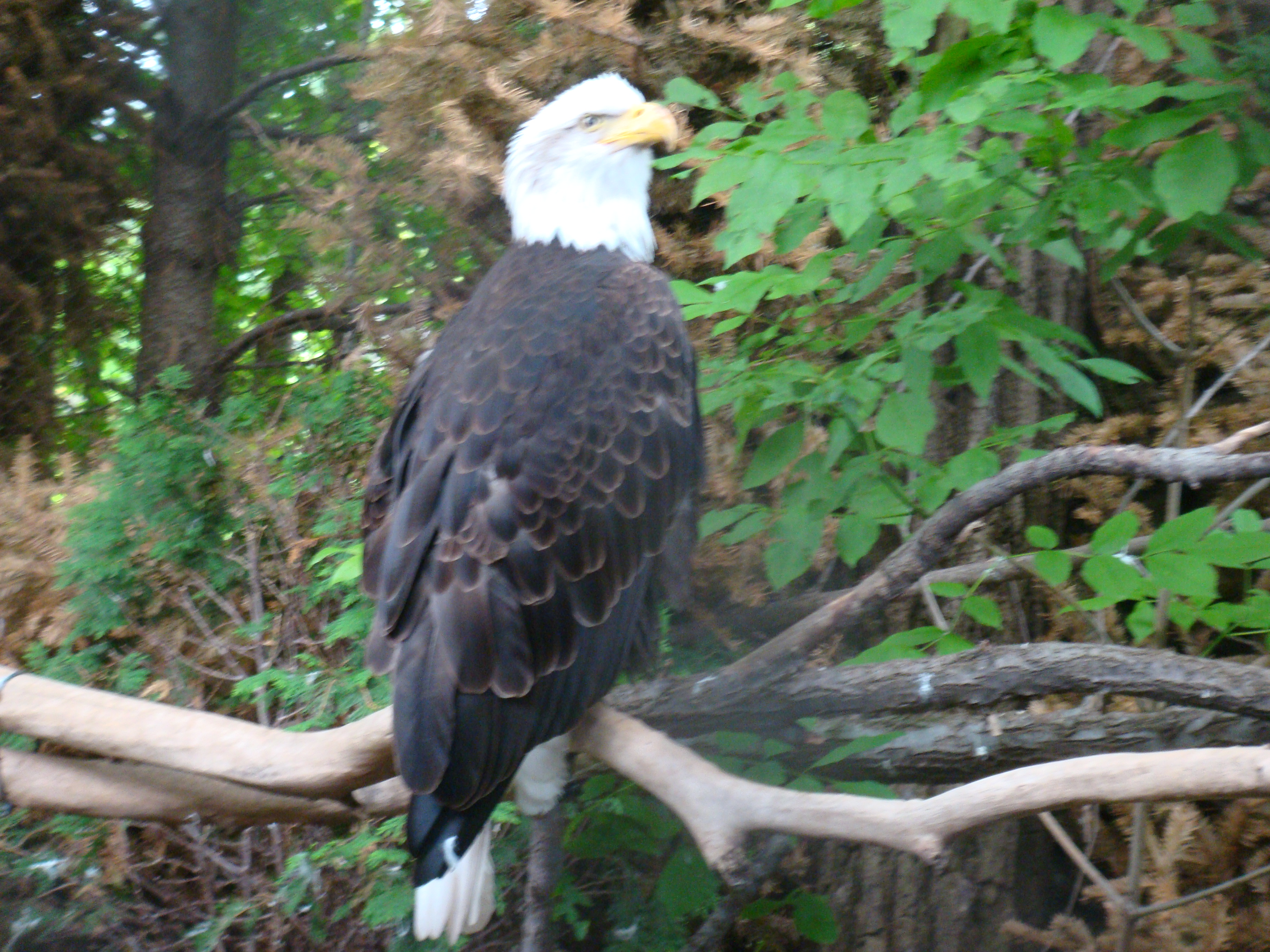
Một con đại bàng đầu trắng, biểu trưng của Hoa Kỳ

  - Chi Harpyhaliaetus (Buteogallus)
    - Đại bàng ẩn sĩ vương miện
    - Đại bàng ẩn sĩ núi

  - Chi Morphnus
    - Đại bàng mào châu Mỹ

  - Chi Harpia
    - Đại bàng Harpy

  - Chi Pithecophaga
    - Đại bàng Philippine

  - Chi Harpyopsis
    - Đại bàng New Guinea

  - Chi Oroaetus (Spizaetus)
    - Chim ưng đen-hạt dẻ

  - Chi Spizaetus
    - Diều Cassin (cũng có thể được đưa vào chi Aquila)
    - Diều đầu nâu
    - Diều núi
    - Diều Blyth
    - Diều Java
    - Diều Sulawesi
    - Diều Philippine
    - Diều Wallace
    - Diều đen
    - Diều hoa Nam Mỹ
    - Diều đen trắng

  - Chi Lophaetus
    - Chim ưng mào dài (cũng có thể được đưa vào chi Ictinaetus)

  - Chi Stephanoaetus
    - Đại bàng rừng châu Phi

  - Chi Polemaetus
    - Đại bàng Martial

  - Chi Hieraaetus
    - Chim ưng Ayres
    - Chim ưng châu Phi
    - Chim ưng nhỏ

  - Chi Harpagornis (đã tuyệt chủng)
    - Đại bàng Haast (có thể thuộc chi Hieraaetus hoặc Aquila)

  - Chi Lophotriorchis
    - Chim ưng bụng đỏ

  - Chi Aquila
    - Đại bàng má trắng
    - Chim ưng Booted
    - Đại bàng vàng
    - Đại bàng đầu nâu
    - Đại bàng hoàng đế Tây Ban Nha
    - Đại bàng hung
    - Đại bàng nâu
    - Đại bàng đốm lớn
    - Đại bàng đốm nhỏ
    - Đại bàng đốm Ấn Độ
    - Đại bàng đen châu Phi
    - Đại bàng Gurney
    - Chim ưng Wahlberg
    - Đại bàng đuôi nhọn

  - Chi Ictinaetus
    - Đại bàng đen

  - Chi Haliaeetus
    - Đại bàng đuôi trắng
    - Đại bàng đầu trắng
    - Đại bàng biển Steller
    - Đại bàng ăn cá châu Phi
    - Đại bàng bụng trắng
    - Đại bàng biển Sanford
    - Đại bàng ăn cá Madagascar
    - Đại bàng ăn cá Pallas

  - Chi Ichthyophaga
    - Diều cá
    - Đại bàng cá đầu xám
- Phân họ Circaetinae (đại bàng ăn rắn)
  - Chi Tarathopius
    - Đại bàng Bateleur

  - Chi Circaetus
    - Đại bàng ăn rắn ngón chân ngắn
    - Đại bàng ăn rắn ngực đen
    - Đại bàng ăn rắn nâu
    - Đại bàng ăn rắn Fasciated
    - Đại bàng ăn rắn châu Phi

  - Chi Spilornis
    - Diều hoa Miến Điện
    - Đại bàng ăn rắn Nicobar
    - Đại bàng núi ăn rắn
    - Đại bàng ăn rắn Sulawesi
    - Đại bàng ăn rắn Philippine
    - Đại bàng ăn rắn Andaman

  - Chi Eutriorchis
    - Đại bàng ăn rắn Madagascar

== Đại bàng Việt Nam = Chưa có thông tin

## Đại bàng trong văn hóa

### Trong văn học
Trong văn học cổ điển, truyện phân chia ra các vương quốc do các loài vật đứng đầu là truyện thường thấy. Sư tử thì thường có vai trò làm vua của các vương quốc. Tuy nhiên, việc đại bàng làm vua của các nước được tưởng tượng này thì cũng không hiếm gặp. Ví dụ như trong truyện Con dơi hèn nhát thì đại bàng là kẻ thủ lĩnh của lũ chim. Hay trong truyện ngụ ngôn Châu Âu, những con đại bàng thường làm vua nhiều như sư tử. Ngoài vai trò làm hoàng đế trong các truyện cổ thì đại bàng đôi khi còn "thủ vai" của một kẻ được coi là
lưu manh, độc ác.

### Trong âm nhạc
Bài hát "Eagle" của ABBA được hai thành viên của nhóm sáng tác là Benny Andersson & Björn Ulvaeus vào năm 1977 nằm trong album thứ 5, ABBA: The Album. Nội dung bài hát muốn nói là ước mơ có được một đôi cánh dang rộng để có thể bay cao, bay xa bất cứ nơi đâu mình muốn.

### Trong phim ảnh
Những con đại bàng trong phim Angry Birds:
- Axel
- Brad Eagleberger
- Carl (Đại bàng vàng) (Golden eagle)
- Debbie (Diều đầu nâu) (Changeable hawk-eagle)
- Glenn (Diều đầu nâu) (Changeable hawk-eagle)
- Hank
- Jerry (Đại bàng vàng) (Golden eagle)
- Kira
- Mighty Eagle (Đại bàng đầu trắng) (Philippines eagle)
- Steve
- Zeta (Đại bàng Philippines) (Bald eagle)

### Trong trò chơi điện tử
Nhân vật đại bàng đầu trắng Mighty Eagle xuất hiện trong loạt game Angry Birds.

### Trong quân sự

Biểu tượng của NSA (Cơ quan tình báo Mỹ trực thuộc bộ Quốc phòng)

Đại bàng được đánh giá là loài rất mạnh mẽ và hùng dũng. Vì thế, nó đã trở thành biểu tượng quân sự của nhiều quốc gia, chẳng hạn các cơ quan tình báo trực thuộc Bộ Quốc phòng Hoa Kỳ, hoặc Quân lực Việt nam Cộng hoà. Từ những thế kỉ trước công nguyên, đế quốc La Mã và đế quốc Babylon đã chọn loài đại bàng vàng làm biểu tượng cho quân đội của nước mình. Vào thời kì Trung Cổ và Phục Hưng, đa số các quốc gia châu Âu đã chọn đại bàng làm biểu tượng cho quân đội. Các hình vẽ đại bàng trên khiên của binh lính đã được tìm thấy trong các di chỉ khảo cổ thời Phục Hưng, Trung Cổ, La Mã và trên những hình vẽ trong truyện cổ tích châu Âu được mô phỏng lại.

### Biểu tượng
Hình tượng đại bàng hoặc giống đại bàng được sử dụng trong các huy hiệu như hiệu lệnh, như là một hình ảnh tượng trưng, và như là một tiêu ngữ. Các bộ phận của cơ thể của chim đại bàng như đầu, cánh của nó hoặc chân cũng được sử dụng như là một hiệu lệnh hoặc tiêu ngữ. Chim đại bàng biểu tượng cho sức mạnh, lòng can đảm, tầm nhìn xa và sự bất tử. Nó được coi là vua của không trung và sứ giả của vị thần tối cao. Theo thần thoại, người Hy Lạp coi đại bàng là biểu trưng của thần Zeus, những người La Mã coi đại bàng là biểu trưng của Jupiter, bởi các bộ lạc Đức thì coi nó là Odin và người theo Kitô giáo thì là biểu tượng của Thiên Chúa.

## Hình ảnh

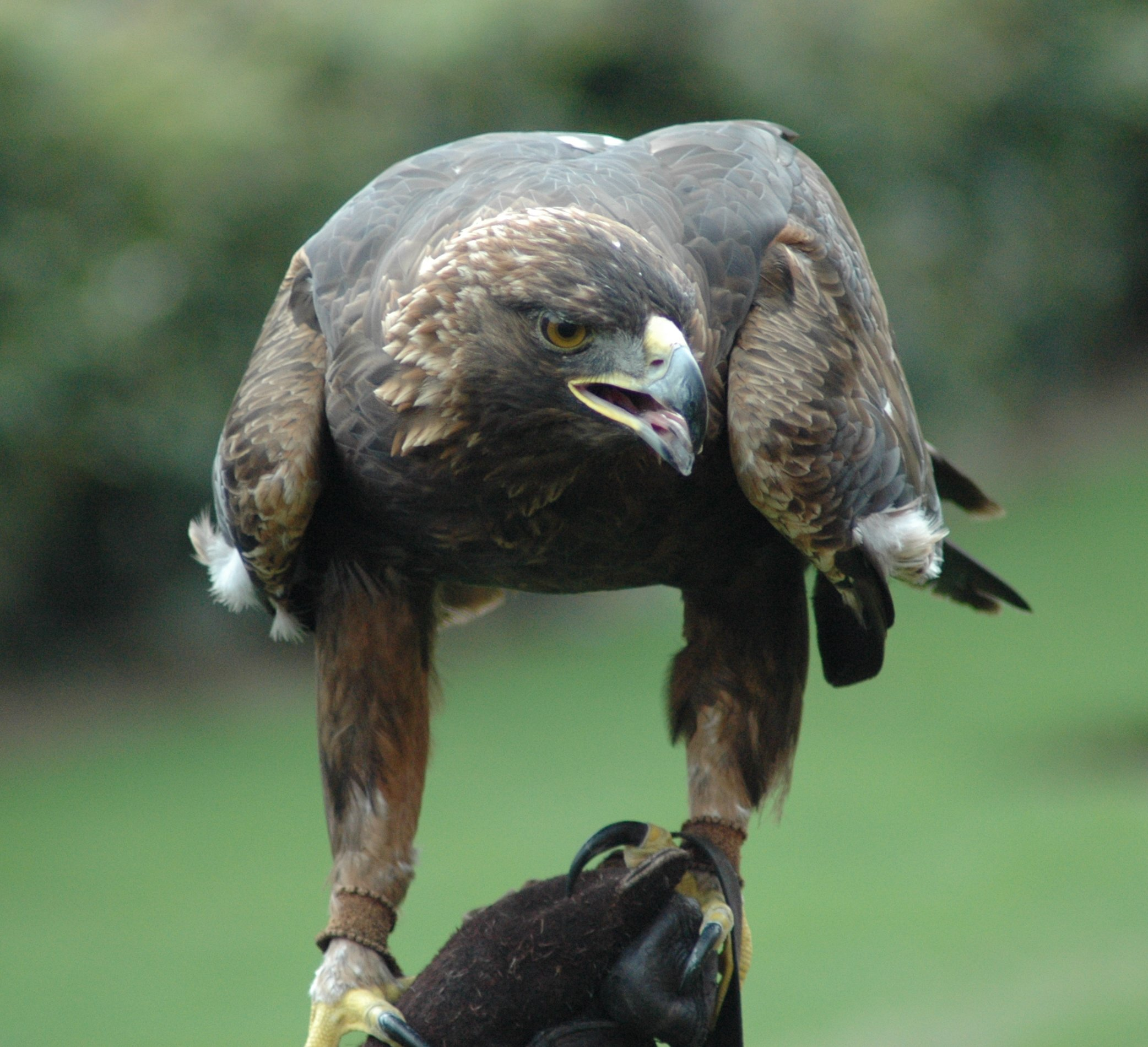
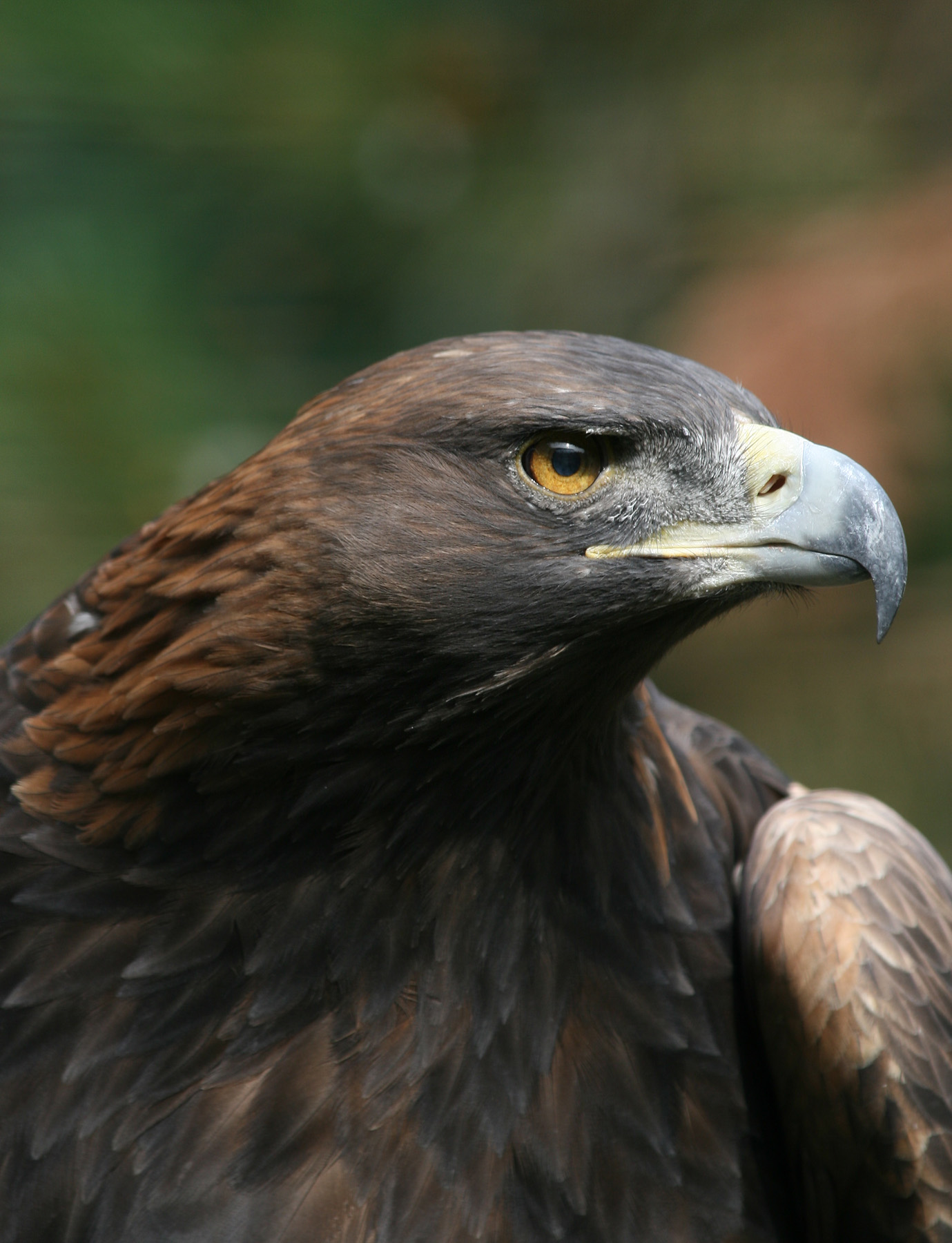
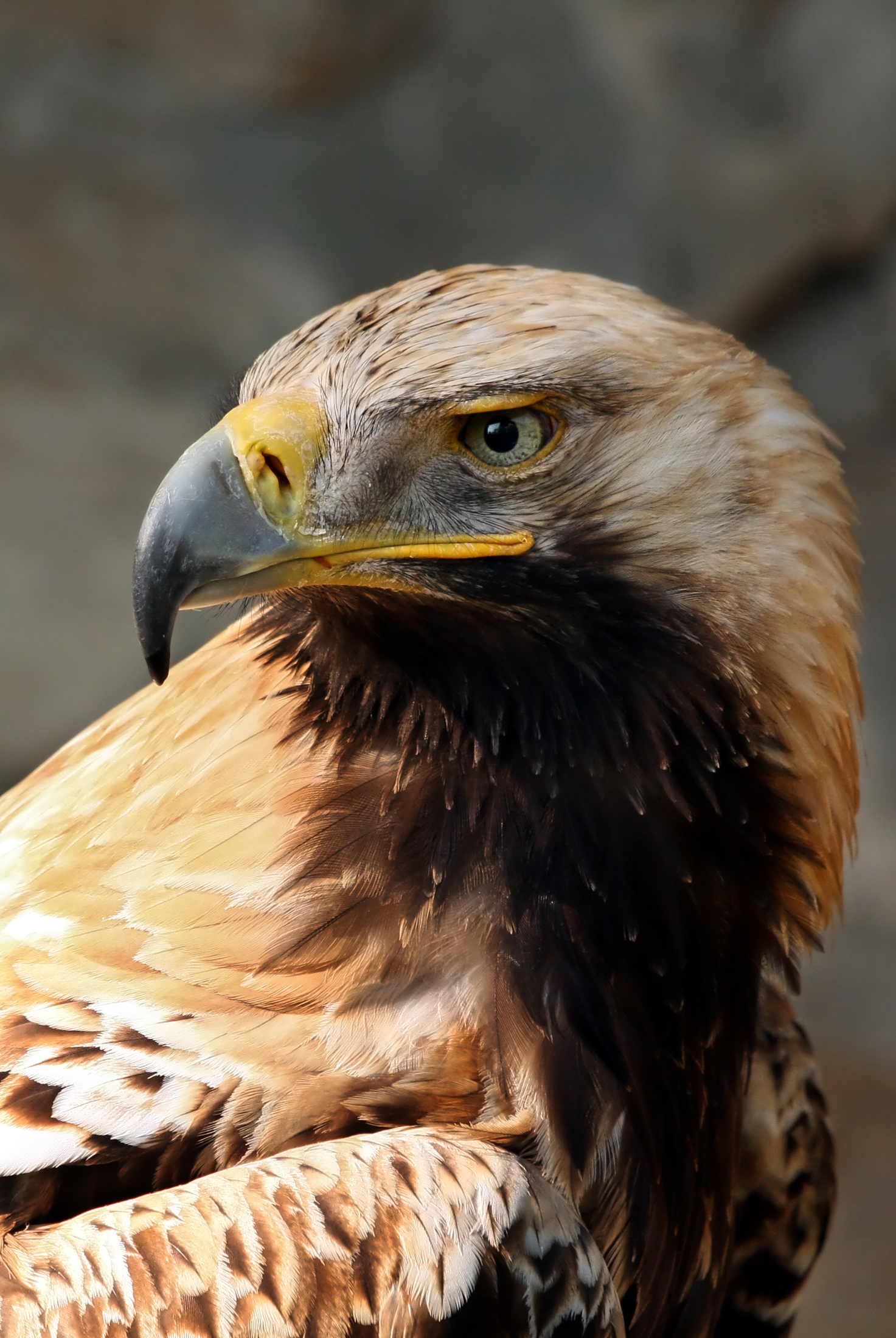